# Karin Kortje
Karin Kortje (sinh ngày 12 tháng 8 năm 1980) là người chiến thắng trong mùa thứ ba của chương trình thần tượng âm nhạc ở Nam Phi. Thí sinh thi đấu với cô trong trận chung kết là Gift Gwe.
Sau khi công bố người chiến thắng vào ngày 27 tháng 11 năm 2005, M-Net đã phát hành kết quả bỏ phiếu cho top 12. Trong mỗi tuần, Karin nhận được nhiều phiếu bầu nhất và do đó là thí sinh nổi tiếng nhất trong toàn bộ thí sinh tham gia chương trình thần tượng âm nhạc mùa 3. Karin nhận được 65% số phiếu trên tổng số phiếu trong vòng chung kết.

## Cuộc đời sau khi chiến thắng chương trình Thần tượng âm nhạc
Ngay sau khi chiến thắng mùa giải thứ ba của Thần tượng âm nhạc Nam Phi, Karin đã phát hành một album mini gồm ba bản nhạc thông qua hãng thu âm Sony BMG, trong đó có đĩa đơn "I'm So The Ready". Album mini được phát hành một tuần sau khi Karin chiến thắng cuộc thi này và đĩa đơn đầu tay của cô "I'm So Ready" đã được phát sóng thường xuyên trên các đài phát thanh trên toàn quốc. Vào tháng 1 năm 2006, Karin bắt đầu làm việc cho album đầu tay của cô, Kortje muốn các bài hát của mình có một thông điệp và tràn đầy cảm hứng. Album được phát hành thông qua hãng thu âm lớn Sony BMG vào ngày 11 tháng 11 năm 2006 với tựa đề "Forever And The Day", album đã nhận được những đánh giá tích cực từ các nhà phê bình với ca khúc chủ đề là "Forever And A Day".. Album này đã đạt trạng thái đĩa vàng ở Nam Phi khi chỉ bán hơn 20 000 bản. Album đã phát hành 4 đĩa đơnː  "Forever And A Day" "I'm So Ready" "Never Never Never" "If I Can't Have You". Karin từng gặp cựu Tổng thống Nam Phi, Nelson Mandela ngay sau khi chiến thắng Thần tượng âm nhạc Nam Phi mùa 3. Karin đã từng xuất hiện trên một số tạp chí bao gồm các tạp chí Sarie, Huisgenoot và You.

## Đời tư
Karin kết hôn với Shaundore Aspeling vào ngày 29 tháng 8 năm 2009 tại quê nhà Grabouw. Gift Gwe, Á quân trong Thần tượng âm nhạc Nam Phi mùa 3, đã biểu diễn trong ngày cưới của cô. Cô có bốn con trai: Cameron, Tobin & Sergio. Và sinh con trai Tyrone vào giữa tháng 4 năm 2014.

## Sản phẩm âm nhạc

### Album
- Idols 3: The Top 12 (tháng 11 năm 2005)
- Forever and a Day (tháng 11 năm 2006)[5]

### Đĩa đơn
- I'm So Ready (tháng 11 năm 2005)
- Forever and a Day
- "Never Never Never"
- "If I Can't Have You"
- "Love In The First Degree" (2009)
- "Hark The Angels" (2009)
- "Discovering" (2011)